# Уоллес, Уолтер Уилкинсон
Уолтер Уилкинсон Уоллес (англ. Walter Wilkinson Wallace, 23 сентября 1923 — 14 октября 2005, Чичестер, Западный Суссекс, Великобритания) — британский государственный и колониальный деятель, губернатор Британских Виргинских островов (1974—1978).

## Биография
Получил образование в Школе Джорджа Хериота в Эдинбурге.
В годы Второй мировой войны (1942—1946) служил в составе Королевской морской пехоты в звании капитана.
В 1946 г. поступил на колониальную службу Его Величества.
- 1948—1954 гг. — помощник окружного комиссара в Сьерра-Леоне,
- 1954 г. — окружной комиссар,
- 1955—1957 гг. — в аппарате министерства по делам колоний Великобритании,
- 1961 г. — старший окружной комиссар, провинциальный комиссар,
- 1962—1964 гг. — секретарь по вопросам развития,
- 1964—1967 гг. — секретарь по вопросам учреждений на Багамских островах,
- 1968—1973 гг. — секретарь Кабинета министров на Бермудских островах,
- 1973 г. — верховный комиссар Ангильи,
- 1974—1978 гг. — губернатор Британских Виргинских островов,
- 1987 г. — конституционный комиссар острова Святой Елены,
- 1991 г. — конституционный комиссар Каймановых островов,
- 1992 г. — конституционный комиссар островов Тёркс и Кайкос,
- 1993 г. — конституционный комиссар Британских Виргинских островов,
- 1993 и 1995 гг. — конституционный комиссар Фолклендских островов.

## Награды и звания
Был награжден британским военно-морским крестом «За выдающиеся заслуги» (1944), офицер (1964) и командор (1973) ордена Британской империи, командор Королевского Викторианского ордена (1977).